# Eremobothynus hirsutus
Eremobothynus hirsutus är en skalbaggsart som beskrevs av Paschoal Coelho Grossi och Abadie 2008. Eremobothynus hirsutus ingår i släktet Eremobothynus och familjen Dynastidae. Inga underarter finns listade i Catalogue of Life.